# Disponent

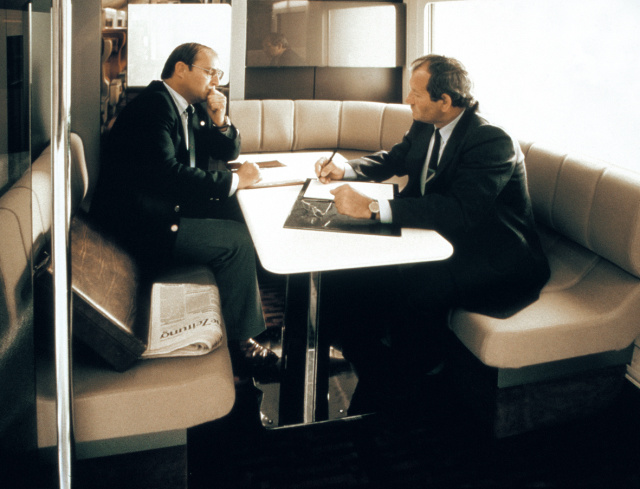
Disponent jako osoba, pověřená zastupováním firmy při obchodním jednání

Výraz disponent má několik různých významů, obecně však můžeme říci, že se jedná o zmocněnou nebo oprávněnou osobu.[zdroj?]

## Dispoziční oprávnění
Dispoziční oprávnění může vznikat zmocněním nebo ze zákona a tak být také omezeno. Majitel bankovního účtu může například zmocnit jinou osobu k některým úkonům. Majitelem účtu však může být také fyzická osoba nezletilá, omezeně svéprávná, v insolvenci, v konkurzu, anebo právnická osoba. Další omezení dispozičního práva přináší vinkulace apod.

## Dispozice podle prostředí

### Firmy
Ve firemním prostředí označujeme jako disponenta osobu, která je zmocněna zastupovat společnost při obchodních jednáních, uzavírat jménem této firmy smlouvy a konat další obvyklé právní úkony. 

### Bankovní prostředí
V bankovním prostředí je disponentem označena osoba, oprávněná manipulovat, tedy disponovat s bankovním účtem a finančními prostředky na tomto účtu vedenými. Má-li například jeden z manželů bankovní účet, může mít druhý z manželů přístup k tomuto účtu a právo nakládat se finančními prostředky, nazýváme jej proto disponentem.

### Profese
Disponent je také označení pracovní profese z oboru logistiky.
Člověk, který zastává tuto profesi, má na starosti zajištění a řízení dopravy, plánování optimální trasy a vytíženosti vozidel. Spolupracuje s řidiči a ostatními odděleními společnosti, komunikuje se zákazníky a sleduje plnění dodávek zboží. Stará se také o výběr vhodných dopravců, udržování obchodních vztahů, spolupracuje se sklady a připravuje doklady pro expedici zboží. 